# Álvaro Santos
Álvaro Márcio Santos, noto semplicemente come Álvaro Santos o Álvaro (San Paolo, 30 gennaio 1980), è un allenatore di calcio ed ex calciatore brasiliano, di ruolo attaccante, tecnico delle giovanili dell'Eskilsminne.

## Carriera

### Giocatore
La sua carriera è iniziata in Brasile, tra le file dell'América, nello Stato di Minas Gerais.
Trasferitosi agli svedesi dell'Helsingborg, con la sua squadra riesce ad eliminare l'Inter di Marcello Lippi dai preliminari della Champions League 2000-2001, giocando così la fase a gironi. Nel campionato 2002 realizza 16 reti in 24 partite, le quali attirano le attenzioni di altri club. Inizia con i rossoblu anche il torneo seguente, ma dopo tre partite viene acquistato dai danesi del FC København.
In Danimarca rimane dal 2003 al 2006, periodo durante il quale colleziona 50 gol in 120 partite di campionato. Al termine del torneo 2005-2006 è arrivato secondo nella classifica marcatori, con 15 realizzazioni.
Il 1º agosto 2006 diventa ufficialmente un giocatore del Sochaux firmando un contratto quadriennale. Durante la stagione successiva, la dirigenza sceglie di girarlo in prestito allo Strasburgo, con cui chiude la stagione con 5 reti all'attivo. Rientrato alla base, il brasiliano è scarsamente utilizzato, così il 2 febbraio 2009 decide di rescindere il contratto di comune accordo con il Sochaux.
Sempre nel febbraio 2009, Álvaro Santos ritorna in Svezia, questa volta per vestire la maglia dell'Örgryte, dove al primo anno fa coppia d'attacco con l'ex compagno di squadra Marcus Allbäck. Al termine del campionato il club retrocede in Superettan, e il brasiliano esprime la propria volontà di non scendere di categoria. Disputa comunque una stagione in seconda serie, poi viene prestato al GAIS, ma a stagione 2011 in corso viene acquisito a titolo definitivo dall'Helsingborg, squadra con cui aveva iniziato la sua carriera europea. Si ritira dal calcio professionistico al termine della stagione 2014, tornando in Brasile dove apre una scuola calcio.
Tornato in Svezia per via del suo ruolo di allenatore giovanile, intraprende una nuova parentesi da giocatore nel 2018, all'età di 38 anni, militando nella quinta serie svedese con la maglia dell'Höganäs BK.

### Allenatore
Nel giugno 2017 inizia a lavorare nel settore giovanile del suo vecchio club dell'Helsingborg. Il 22 maggio 2022 viene promosso dal ruolo di tecnico della squadra Under-19 del club a quello di capo allenatore ad interim della prima squadra (in tandem con l'ex compagno di squadra Mattias Lindström) a seguito dell'esonero di Jörgen Lennartsson. La squadra rossoblu ha chiuso l'Allsvenskan 2022 al penultimo posto, retrocedendo in Superettan. Il 17 aprile 2023, dopo un avvio da tre sconfitte in altrettante partite, la coppia di tecnici formata da Álvaro Santos e Mattias Lindström è stata esonerata, stessa sorte toccata al direttore sportivo Andreas Granqvist.
Qualche mese più tardi, a partire dal 1º luglio 2023, è approdato al club danese dell'FC Helsingør in qualità di assistente del tecnico Daniel Pedersen. A seguito delle dimissioni di quest'ultimo, il 23 ottobre 2023 Álvaro Santos è stato nominato nuovo capo allenatore del club, che in quel momento occupava il penultimo posto nel campionato di 1. Division 2023-2024 dopo tredici giornate. Ha lasciato l'incarico a seguito della retrocessione giunta al termine della 1. Division 2023-2024.
Nel novembre 2024, in vista dell'imminente stagione 2025, è stato nominato allenatore della formazione Under-19 dell'Eskilsminne, squadra dilettantistica con sede a Helsingborg.

## Palmarès

### Giocatore

#### Club

##### Competizioni nazionali
- Coppa di Francia: 1

Sochaux: 2006-2007
- Campionato svedese: 1

Helsingborg: 2011
- Coppa di Svezia: 1

Helsingborg: 2011
- Supercupen: 1

Helsingborg: 2011, 2012
- Campionato danese: 2

Copenhagen: 2003-2004, 2005-2006
- Coppa di Danimarca: 1

Copenhagen: 2003-2004
- Supercoppa di Danimarca: 1

Copenhagen: 2004

##### Competizioni internazionali
- Royal League: 2

Copenhagen: 2004-2005, 2005-2006

##### Competizioni statali
- Copa Sul-Minas: 1

América-MG: 2000